# Jan Nowak (malarz)
Jan Nowak (ur. 1 lipca 1930 roku w Siemianowicach Śląskich, zm. 5 czerwca 2010) – śląski grafik i malarz. Studiował w Akademii Sztuk Pięknych w Krakowie i na Wydziale Grafiki katowickiej Filii ASP w Krakowie w latach 1951-1957. Dyplom uzyskał w pracowni Grafiki Warsztatowej profesora Aleksandra Raka. W 1960 roku zamieszkał na stałe w Tychach. Uprawiał grafikę warsztatową: litografię, akwafortę, akwatintę, mezzotintę, suchą igłę oraz malarstwo, rysunek, plakat i grafikę książkową. W wielu jego pejzażach obecne były panoramy starego Górnego Śląska oraz bliskich mu Siemianowic Śląskich, a także Katowic, Chorzowa, Tych i Gliwic.